# Kunstlæder
Kunstlæder (kunstig læder, skai, læderlook, pleather) er fremstillet af plast, cellulose eller gummi som efterligning af ægte læder af dyrehud eller skind. Kunstlæder efterligner læder og skind i udseende, prægning og smidighed. Kunstlæder overgår læder i vandafvisende egenskaber, da genstande af ægte skind ofte ikke tåler vand og bliver ødelagt ved gennemblødning. Kunstlæder bruges, hvor man ellers ville have brugt ægte læder: tøj og sko, remme og bælter, tasker og punge, bogbind, polstring af møbler som stole og sæder, bilinteriør, betræk og meget mere.
Nogle typer kunstlæder kan ikke lade luft trænge igennem. Det gør, at de ikke egner sig til tøj eller sædepolstring. Kunstlæder er langt nemmere og billigere at fremstille på maskine i store mængder end læder. Kunstlæder kan være lige så forurenende og skadeligt for miljøet som lædergarveri og giftig læderfarve på grund af benyttelse af plast som PVC, miljøgifte og polyaromatiske stoffer som polyurethan.
Man kan også bruge kunstlæder af etiske eller religiøse årsager, hvis man er f.eks. veganer, buddhist eller hinduist. 
Der findes mange firmaer, der fremstiller kunstlæder som Alcantara, Clarino, Fabrikoid, Lorica, MB Tex brugt af Mercedes Benz i biler, Rexine, Ultrasuede og mange flere. 
Det gamle britiske kunstlæder Rexine var nævnt af George Orwell i 1940'erne som symbol på forfald af det britiske parlament, der engang havde råd til plyspolstring af sæderne i stedet for at bruge det billige Rexine.
Kunstlæder, der fremstilles af cellulose eller plantefibre, kaldes for plantelæder. Det kan være mindre giftigt for miljøet end plast og PVC-baseret kunstlæder. Plantelæder kan være korklæder, algelæder kaldet for Ocean Leather, ananaslæder kaldet for Piñatex.
  og kaktuslæder, lavet af bladene fra kaktus. Fordelen ved disse typer plantelæder, er at først og fremmest ikke kræver animalsk hud, men typisk også er mere miljøvenligt end traditionelt læder, da vandmængden i produktionen er en del mindre.
Kunstlæder kaldes nogle gange fejlagtigt for nappa, som er kvalitetslæder fra Napa Californien USA.

## Historisk kunstlæderfremstilling
Før 1920'erne fremstillede man ofte kunstlæder af vævet stof, der blev gjort vandtæt med fernis eller kautsjukopløsning som leathercloth og voksdug, eller af sammenfiltede taver, fibre af dyrisk (uld, malet læderaffald), vegetabilsk (de forskellige plantetrævlestoffer) og mineralsk oprindelse (tidligere asbest og lignende), mens der som bindemiddel var kautsjuk (opløst i kulsulfid eller terpentinolie), lim, harpikssæbe, kogt linolie, plantelim og mange andre klæbemidler. Man har også benyttet både et vævet stof og en filtende masse.
I mange tilfælde anvendte man stærkt pres mellem valser for at øge kunstlæderets sammenhængskraft. For at give stoffet lighed med læder tilsatte man farvestoffer og anvendte prægning af "narv" mellem graverede valser. Man har også forsøgt at sammenpresse læderaffald ved tryk uden bindemiddel til plader til såler, kapper, indlæg i hæle og lignende.
Cellulose, som ved kemisk behandling fik fjernet sin organiske struktur (blev "pergamenteret"), blev også anvendt som lædererstatning.
Det såkaldte fiber eller vulkanfiber, hvor cellulosen blev pergamenteret, var hårdt og stift som ebonit, men ved tilsætning af glycerin eller ved behandling med en stærk zinkkloridopløsning og olie blev det så bøjeligt, at man har anvendt materialet til ventilklapper????.
En anden celluloseholdigt lædererstatning fik man af viskose. 
En historisk form for kunstlæder, hvor man brugte celluloid, blev kaldt Pegamoid, som bestod af vævede stoffer, for eksempel uopskåren fløjl, der var tilsat ricinusolie og farvestoffer; eller af papir og pap, som var betrukket med celluloid. 

Pegamoid af papir blev især benyttet til afvaskelige tapeter, bogbind og lignende. Pegamoid kunne tåle afvaskning med sæbe og kunne også tåle gennemstrømmende vanddampe.
Som erstatning for læder, hvor der ikke kræves større materialeudholdenhed, men kun ydre lighed, for eksempel til overtræk på billige tasker, kufferter og lignende, har man anvendt pap eller papir, som ved prægning af et narvmønster fik lighed med læder.
Kunstlæder Fablea (navnet var sammensat af de engelske "fabric" (vævet stof) og "leather" (læder). Materialet var før 1920'erne anvendt især til bogbind.

## Historiske varemærker
Pegamoid,, ,,,Dermatoid, Glorid, Granitol, Pluviusin
osv. har været varebetegnelser for en pergamentlignende masse opfundet i
London i slutningen af 1800-tallet, som bestod afnitrocellulose, alkohol og kamfer og stoffer, der gjorde det vandtæt, bøjeligt og brandsikkert. Navnet Pegamoid stammede fra pergamenteringsprocessen af cellulose.
Pegamoid anvendtes oprindelig til overtræk på plakater, og man har også påført den i meget tynde lag på pap, papir, tøj (som
regel bomuldsvævede stoffer) og læder. Pegamoid var
uigennemtrængeligt for vand og vandige
opløsninger, og kunne tåle at at blive udsat for strømmende
vanddamp.
Pletter kunne derfor let fjernes af Pegamoid ved
afvaskning.
Fra England gik fremstilling af Pegamoid først til Frankrig; 1897 stiftedes
Deutsche Pegamoid-Gesellschaft, og senere fulgte andre lande efter.
Pluviusin har været anvendt til indbinding af bøger til folkebibliotekerne, en "biblioteksindbinding".